# Pavlovac (Vranje)
Pavlovac es un pueblo ubicado en el territorio de Vranje, en el distrito de Pčinja, Serbia.

## Superficie
Posee una superficie de 4,677 kilómetros cuadrados.

## Demografía
Hasta 2011 la población era de 603 habitantes, con una densidad de población de 128,9 habitantes por kilómetro cuadrado.